# Остербек
Остербек (на нидерландски: Oosterbeek) е село в община Ренкьом, Холандия. Разположено е на южния бряг на река Рейн. Селото е център на сраженията от Операция „Маркет-Гардън“ по време на Втората световна война.